# Il persecutore (Rankin)
Il persecutore (The Complaints) è un romanzo di Ian Rankin del 2009, il primo della serie dedicata all'ispettore Malcolm Fox.

## Trama
Malcolm Fox è un ispettore della sezione Disciplinare, nota anche come Lamentele, della polizia di Edimburgo, che si occupa di indagare sui crimini commessi da altri poliziotti. Mentre Fox e la sua squadra sono impegnati nelle procedure per far processare Glen Heaton, un poliziotto che vendeva informazioni alla malavita, essi vengono contattati da Annie Inglis del reparto APPI, che si occupa di pedofilia. La Inglis ha bisogno dell'aiuto di Fox per incastrare Jamie Breck, un poliziotto sospettato di aver condiviso materiale pedopornografico su internet. Nel frattempo però Vince Faulkner, il violento fidanzato della sorella Malcolm, Jude, viene trovato morto vicino al cantiere dove lavorava, e l'agente che si occupa delle indagini è proprio Breck. Malcolm inizierà lentamente a farsi trascinare dal corso degli eventi, e scoprirà che dietro l'omicidio si nasconde qualcosa di molto più grande.

## Edizioni
- Ian Rankin, Il persecutore, traduzione di Isabella Zani, Longanesi, 2011,  p. 471.